# Индивидуална психологија
Индивидуална психологија (од лат. individuum = недељив, нераздвојив) је психолошка научна дисциплина која се бави изучавањем индивидуалних разлика међу људима у погледу психичких особина као што су: опште и интелектуалне способности, специфичне способности, црте личности итд. Основни циљ ове научне дисциплине је трагање за објашњењима и потенцијалним узрочницима који могу бити у основи регистрованих индивидуалних разлика. Ова грана психологије у трагању за научним објашњењима се, поред сазнања из психологије, ослања и на сазнања других научних дисциплина, као што су: генетика, физиологија, неуронауке итд. Поред научног значаја испитивања индивидуалних разлика, психичких особина и функција, схватање да постоје индивидуалне разлике међу људима има и свој практични значај.
Индивидуалне разлике у погледу психолошких особина људи у пракси утврђује се путем стандардизованих психолошких мерних инструмената (популарно - тестова). На основу резултата које појединац оствари на неком од тестова (нпр. тестова интелигенције или личности) може се статистички утврдити његово место у популацији. Овакви подаци са тестова користе се често у селекцији кандидата за неко радно место. Мере психичких особина и функција добијене на основу тестова су релативне, а не апсолутне мере, јер се памет или особине личности не могу мерити, као что се може мерити висина, тежина или ниво шећера у крви. Али, и поред тога, ове мере су у довољном степену поуздане и говоре нешто о особама, пре свега говоре о његовом месту у односу на друге људе у погледу изражености постигнућа на тесту који се претпоставља да мери показатеље неких психичких карактеристика. Психичке карактеристике се не могу мерити директно, већ само индиректно, на основу изражености неких индикатора дате особине, као што се нпр. температура мери на основу положаја живе на скали термометра.

## Творац индивидуалне психологије
Алфред Алдер (рођен 1870. године у Бечу, умро 1937. у Абердену у Шкотској) је творац индивидуалне психологије. За Адлера је свака личност непоновљива и јединствена целина, вођена једним основним циљем који обликује њен живот, стварајучи њен особни „животни стил“. Тај основни циљ може бити здрав или неуротичан.
Здрав циљ за Адлера подразумева окренутост ка заједници, развијено осећање за друге и делатност у корист заједнице. Неуротична личност је, међутим, егоцентрично усредсређена на саму себе, и следи властити фиктивни, неоствариви циљ. У основи тог циља је потреба да се постигне савршенство и надмоћ у односу на друге.